# 官启军
官启军（1970年8月—），辽宁开原人，满族，中国共产党党员。中华人民共和国政治人物、第十三届全国人民代表大会辽宁地区代表。
2018年2月24日，当选为第十三届全国人大代表。